# 遂宁专区
遂宁专区，四川省已撤消的专区。1950年置。
在今四川省中部和重庆市西北部。原属川北行署区，辖遂宁、蓬溪、安岳、乐至、中江、三台、射洪、盐亭、潼南（今属重庆）等县。专员公署驻遂宁县（今市）。1952年恢复四川省管辖。1958年撤销，辖区分别划归内江、绵阳二专区。 